# Alec Stock
Alec Stock (* 30. März 1917 in Peasedown St John, Somerset; † 16. April 2001 in Wimborne Minster, Dorset) war ein englischer Fußballspieler auf der Position eines Stürmers, der bei seiner letzten Station  Yeovil Town als Spielertrainer tätig war und anschließend noch ein gutes Vierteljahrhundert als Fußballtrainer arbeitete.

## Leben
Stock wurde in der Bergbauregion von Somerset als Sohn eines Bergmanns geboren. Nach dem Generalstreik von 1926 zog seine Familie nach Dartford in Kent. Als er die Schule verlassen hatte, arbeitete Stock zunächst in einer Bank. Er verabscheute diese Tätigkeit allerdings und ging umso mehr in seinen sportlichen Freizeitvergnügungen auf. Eine davon war Fußball. Zunächst spielte er auf Amateurbasis und absolvierte 1936 einige Probetrainings bei Tottenham Hotspur. Nachdem Jimmy Seed, der langjährige Trainer von Charlton Athletic (1933–1956), auf sein Talent aufmerksam geworden war, verpflichtete er den jungen Mann. Doch während seiner zweijährigen Zugehörigkeit zu Charlton kam er in keinem einzigen Punktspiel zum Einsatz. 1938 wechselte er zu den Queens Park Rangers, für die er einige Spiele absolvierte. Doch eine Knöchelverletzung zwang ihn zu einer längeren Pause, die durch den baldigen Ausbruch des Zweiten Weltkriegs noch erheblich verlängert wurde.
1943 heiratete er und wollte nach dem Krieg eigentlich einer Tätigkeit als Buchmacher nachgehen. Doch seine Frau drängte ihn, das Angebot von Yeovil Town, einem Verein aus seiner Heimatregion Somerset, anzunehmen. Bei dem in der unterklassigen Southern Football League spielenden Verein war er drei Jahre lang als Spielertrainer tätig und erreichte in seiner letzten Saison 1948/49 sensationell das Achtelfinale des FA Cups. Auf dem Weg dorthin hatte der Favoritenschreck sich unter anderem gegen den FC Bury (3:1) und den FC Sunderland (2:1) durchgesetzt, bevor er mit 0:8 an Manchester United scheiterte.
Die großen Erfolge von Yeovil Town hatten den Londoner Schuhfabrikanten Harry Zussman beeindruckt, der Stock als Trainer für Leyton Orient verpflichtete. Es war eine fruchtbare Partnerschaft, die sich über eine Dekade erstreckte. Zweimal hatte Stock dem Verein kurzzeitig den Rücken gekehrt – 1956 wurde er Assistenztrainer beim FC Arsenal und 1957 trainierte er vorübergehend den AS Rom –, kam aber in beiden Fällen bald zurück.
1959 wechselte er zu den Queens Park Rangers, bei denen er eine junge Mannschaft formte und ähnlich lange unter Vertrag stand wie bei Leyton (neun Jahre ohne Unterbrechung!). Mit den Super Hoops gewann er 1966/67 den League Cup (der bis dahin größte Erfolg des Vereins) und stieg ein Jahr später in die höchste englische Spielklasse auf. Doch im August 1968 verließ er QPR und trainierte anschließend für jeweils vier Spielzeiten zunächst Luton Town und später den FC Fulham. 1969/70 gelang ihm mit Luton der Aufstieg in die zweite Liga und 1974/75 erreichte er mit Fulham zum ersten Mal in dessen Vereinsgeschichte das Finale um den FA Cup, das gegen West Ham United (0:2) verloren wurde.